# Porciones (Salamanca)
Porciones (también conocido como Las Porciones) es una pedanía del municipio de Boada, en la comarca del Campo de Yeltes, provincia de Salamanca, España.

## Demografía
En 2023 Porciones contaba con una población de 2 habitantes, de los cuales 1 era hombre y 1 mujer. (INE 2023).
| Gráfica de evolución demográfica de Porciones (Salamanca) entre 2000 y 2023              |
|                                                                                          |
| Fuente: Instituto Nacional de Estadística de España - Elaboración gráfica por Wikipedia. |